# Olaszország az 1964. évi téli olimpiai játékokon
Olaszország az ausztriai Innsbruckban megrendezett 1964. évi téli olimpiai játékok egyik részt vevő nemzete volt. Az országot az olimpián 9 sportágban 61 sportoló képviselte, akik összesen 4 érmet szereztek.

## Érmesek
| Érem  | Versenyző                                                  | Sportág | Versenyszám  |
| ----- | ---------------------------------------------------------- | ------- | ------------ |
| Ezüst | Sergio Zardini Romano Bonagura                             | Bob     | Férfi kettes |
| Bronz | Eugenio Monti Sergio Siorpaes                              | Bob     | Férfi kettes |
| Bronz | Eugenio Monti Sergio Siorpaes Benito Rigoni Gildo Siorpaes | Bob     | Férfi négyes |
| Bronz | Walter Außendorfer Sigisfredo Mair                         | Szánkó  | Kettes       |

## Alpesisí
Férfi
| Versenyző         | Versenyszám      | Selejtező | Selejtező | Selejtező | Selejtező | Döntő    | Döntő    | Döntő    | Döntő    | Döntő      | Döntő      |
| Versenyző         | Versenyszám      | 1. futam  | 1. futam  | 2. futam  | 2. futam  | 1. futam | 1. futam | 2. futam | 2. futam | Összesítés | Összesítés |
| Versenyző         | Versenyszám      | Idő       | Hely.     | Idő       | Hely.     | Idő      | Hely.    | Idő      | Hely.    | Idő        | Helyezés   |
| ----------------- | ---------------- | --------- | --------- | --------- | --------- | -------- | -------- | -------- | -------- | ---------- | ---------- |
| Bruno Alberti     | Lesiklás         |           |           |           |           |          |          |          |          | 2:25,30    | 23.        |
| Felice de Nicolo  | Óriás-műlesiklás |           |           |           |           |          |          |          |          | 1:59,62    | 28.        |
| Martino Fill      | Lesiklás         |           |           |           |           |          |          |          |          | 2:27,33    | 27.        |
| Martino Fill      | Műlesiklás       | 56,43     | 34.       | 56,32     | 11.       | 1:14,53  | 20.      | 1:05,10  | 20.      | 2:19,63    | 20.        |
| Ivo Mahlknecht    | Lesiklás         |           |           |           |           |          |          |          |          | 2:22,72    | 19.        |
| Ivo Mahlknecht    | Műlesiklás       | 1:16,97   | 74.       | 55,78     | 7.        | 1:13,69  | 13.      | 1:04,54  | 16.      | 2:18,23    | 15.        |
| Ivo Mahlknecht    | Óriás-műlesiklás |           |           |           |           |          |          |          |          | 1:54,26    | 16.        |
| Paride Milianti   | Lesiklás         |           |           |           |           |          |          |          |          | 2:23,01    | 21.        |
| Paride Milianti   | Műlesiklás       | 54,67     | 18.       |           |           | 1:13,50  | 10.      | 1:04,90  | 19.      | 2:18,40    | 17.        |
| Paride Milianti   | Óriás-műlesiklás |           |           |           |           |          |          |          |          | 1:52,87    | 13.        |
| Italo Pedroncelli | Műlesiklás       | 54,22     | 14.       |           |           | 1:13,94  | 16.      | 1:02,38  | 11.      | 2:16,32    | 11.        |
| Italo Pedroncelli | Óriás-műlesiklás |           |           |           |           |          |          |          |          | 1:55,14    | 18.        |

Női
| Versenyző                 | Versenyszám      | 1. futam       | 1. futam       | 2. futam | 2. futam | Összesítés | Összesítés |
| Versenyző                 | Versenyszám      | Idő            | Hely.          | Idő      | Hely.    | Idő        | Helyezés   |
| ------------------------- | ---------------- | -------------- | -------------- | -------- | -------- | ---------- | ---------- |
| Giustina Demetz           | Lesiklás         |                |                |          |          | 2:01,20    | 11.        |
| Giustina Demetz           | Műlesiklás       | kizárták       | kizárták       | kiesett  | kiesett  | kiesett    | kiesett    |
| Giustina Demetz           | Óriás-műlesiklás |                |                |          |          | 1:56,52    | 14.        |
| Patrizia Medail           | Óriás-műlesiklás |                |                |          |          | 1:59,29    | 19.        |
| Pia Riva                  | Lesiklás         |                |                |          |          | 2:02,25    | 18.        |
| Pia Riva                  | Műlesiklás       | 46,65          | 11.            | 50,55    | 11.      | 1:37,20    | 9.         |
| Pia Riva                  | Óriás-műlesiklás |                |                |          |          | 1:54,59    | 9.*        |
| Lidia Barbieri Sacconaghi | Lesiklás         |                |                |          |          | 2:03,38    | 25.        |
| Lidia Barbieri Sacconaghi | Műlesiklás       | 53,39          | 27.            | 55,84    | 21.      | 1:49,23    | 22.        |
| Lidia Barbieri Sacconaghi | Óriás-műlesiklás |                |                |          |          | 2:02,73    | 28.        |
| Inge Senoner              | Lesiklás         |                |                |          |          | 2:04,22    | 31.*       |
| Inge Senoner              | Műlesiklás       | idő nem ismert | idő nem ismert | kizárták | kizárták | kiesett    | kiesett    |

* - egy másik versenyzővel azonos eredményt ért el

## Bob
| Versenyző                                                             | Versenyszám | 1. futam | 1. futam | 2. futam | 2. futam | 3. futam | 3. futam | 4. futam | 4. futam | Összesítés | Összesítés |
| Versenyző                                                             | Versenyszám | Idő      | Hely.    | Idő      | Hely.    | Idő      | Hely.    | Idő      | Hely.    | Idő        | Helyezés   |
| --------------------------------------------------------------------- | ----------- | -------- | -------- | -------- | -------- | -------- | -------- | -------- | -------- | ---------- | ---------- |
| Eugenio Monti Sergio Siorpaes                                         | Kettes      | 1:05,94  | 5.       | 1:04,90  | 1.       | 1:05,41  | 4.       | 1:06,38  | 6.       | 4:22,63    |            |
| Sergio Zardini Romano Bonagura                                        | Kettes      | 1:05,63  | 3.       | 1:05,13  | 3.       | 1:05,21  | 2.       | 1:06,05  | 2.       | 4:22,02    |            |
| Sergio Zardini Sergio Mocellini Ferruccio Dalla Torre Romano Bonagura | Négyes      | 1:03,95  | 6.       | 1:04,10  | 6.       | 1:03,59  | 1.       | 1:04,25  | 4.*      | 4:15,89    | 4.         |
| Eugenio Monti Sergio Siorpaes Benito Rigoni Gildo Siorpaes            | Négyes      | 1:03,43  | 2.       | 1:04,07  | 5.       | 1:04,02  | 4.       | 1:04,08  | 2.       | 4:15,60    |            |

* - egy másik csapattal azonos eredményt ért el

## Északi összetett
| Versenyző    | Síugrás  | Síugrás  | Síugrás  | Síugrás  | Síugrás  | Síugrás  | Síugrás | Síugrás | Sífutás | Sífutás | Sífutás | Összesítés | Összesítés |
| Versenyző    | 1. ugrás | 1. ugrás | 2. ugrás | 2. ugrás | 3. ugrás | 3. ugrás | Össz.   | Össz.   | Sífutás | Sífutás | Sífutás | Összesítés | Összesítés |
| Versenyző    | Távolság | Pont     | Távolság | Pont     | Távolság | Pont     | Pont    | Hely.   | Idő     | Pont    | Hely.   | Pont       | Helyezés   |
| ------------ | -------- | -------- | -------- | -------- | -------- | -------- | ------- | ------- | ------- | ------- | ------- | ---------- | ---------- |
| Ezio Damolin | 65,0     | 99,5     | 62,0     | (90,9)   | 62,0     | 98,6     | 198,1   | 18.     | 51:42,3 | 221,44  | 7.      | 419,54     | 8.         |
| Enzo Perin   | 56,5     | (81,6)   | 68,0     | 102,6    | 61,5     | 97,8     | 200,4   | 15.     | 54:17,7 | 191,42  | 17.     | 391,82     | 18.        |

## Gyorskorcsolya
Férfi
| Versenyző      | Versenyszám | Eredmény | Helyezés |
| -------------- | ----------- | -------- | -------- |
| Elio Locatelli | 500 m       | 43,1     | 31.      |
| Elio Locatelli | 1500 m      | 2:19,0   | 35.      |
| Renato De Riva | 1500 m      | 2:15,7   | 21.      |
| Renato De Riva | 5000 m      | 7:57,5   | 14.      |
| Renato De Riva | 10 000 m    | 16:57,5  | 18.      |

## Jégkorong
| Olasz férfi jégkorongcsapat-játékoskeret                                                                       | Olasz férfi jégkorongcsapat-játékoskeret                                                        | Olasz férfi jégkorongcsapat-játékoskeret                                                         |
| --- | ----------------------------------------------------------------------------------------------- | ------------------------------------------------------------------------------------------------ |
| - Giancarlo Agazzi - Isidoro Alverà - Enrico Bacher - Enrico Benedetti - Vittorio Bolla - Giampiero Branduardi | - Alberto Darin - Gianfranco Darin - Bruno Frison - Roberto Gamper - Bruno Ghedina - Ivo Ghezze | - Francesco Macchietto - Giovanni Mastel - Giulio Oberhammer - Edmondo Rabanser - Giulio Verocai |

### Eredmények
Selejtező
| 1964. január 28. | Svédország (SWE) | 12 – 2 (4–1, 5–0, 3–1) | Olaszország | Innsbruck |

|  |  |  |  |  |
|  |  |  |  |  |
|  |  |  |  |  |
|  |  |  |  |  |

Helyosztó csoportkör
| 1964. január 30. | Olaszország (ITA) | 6 – 4 (1–1, 3–2, 2–1) | Magyarország | Innsbruck |

|  |  |  |  |  |
|  |  |  |  |  |
|  |  |  |  |  |
|  |  |  |  |  |

| 1964. február 1. | Olaszország (ITA) | 3 – 5 (3–1, 0–2, 0–2) | Jugoszlávia | Innsbruck |

|  |  |  |  |  |
|  |  |  |  |  |
|  |  |  |  |  |
|  |  |  |  |  |

| 1964. február 2. | Norvégia (NOR) | 9 – 2 (3–2, 3–0, 3–0) | Olaszország | Innsbruck |

|  |  |  |  |  |
|  |  |  |  |  |
|  |  |  |  |  |
|  |  |  |  |  |

| 1964. február 5. | Lengyelország (POL) | 7 – 0 (2–0, 3–0, 2–0) | Olaszország | Innsbruck |

|  |  |  |  |  |
|  |  |  |  |  |
|  |  |  |  |  |
|  |  |  |  |  |

| 1964. február 6. | Ausztria (AUT) | 5 – 3 (1–1, 1–1, 3–1) | Olaszország | Innsbruck |

|  |  |  |  |  |
|  |  |  |  |  |
|  |  |  |  |  |
|  |  |  |  |  |

| 1964. február 8. | Románia (ROU) | 6 – 2 (1–1, 3–0, 2–1) | Olaszország | Innsbruck |

|  |  |  |  |  |
|  |  |  |  |  |
|  |  |  |  |  |
|  |  |  |  |  |

| 1964. február 9. | Japán (JPN) | 6 – 8 (1–1, 1–3, 4–4) | Olaszország | Innsbruck |

|  |  |  |  |  |
|  |  |  |  |  |
|  |  |  |  |  |
|  |  |  |  |  |

Végeredmény
| Csapat        | M | Gy | D | V | G+ | G– | Gk  | P  |
| ------------- | - | -- | - | - | -- | -- | --- | -- |
| Lengyelország | 7 | 6  | 0 | 1 | 40 | 13 | +27 | 12 |
| Norvégia      | 7 | 5  | 0 | 2 | 40 | 19 | +21 | 10 |
| Japán         | 7 | 4  | 1 | 2 | 35 | 31 | +4  | 9  |
| Románia       | 7 | 3  | 1 | 3 | 31 | 28 | +3  | 7  |
| Ausztria      | 7 | 3  | 1 | 3 | 24 | 28 | –4  | 7  |
| Jugoszlávia   | 7 | 3  | 1 | 3 | 29 | 37 | –8  | 7  |
| Olaszország   | 7 | 2  | 0 | 5 | 24 | 42 | –18 | 4  |
| Magyarország  | 7 | 0  | 0 | 7 | 14 | 39 | –25 | 0  |

| Csapat      | Helyezés |
| ----------- | -------- |
| Olaszország | 15.      |

## Műkorcsolya
| Versenyző          | Versenyszám  | Kötelező elemek   | Kötelező elemek | Kűr               | Kűr   | Összesítés                     | Összesítés                     | Összesítés                     | Összesítés                     | Összesítés                     | Összesítés                     | Összesítés                     | Összesítés                     | Összesítés                     | Összesítés        | Összesítés        | Összesítés  | Összesítés | Összesítés |
| Versenyző          | Versenyszám  | Kötelező elemek   | Kötelező elemek | Kűr               | Kűr   | Helyezési pontszámok bírónként | Helyezési pontszámok bírónként | Helyezési pontszámok bírónként | Helyezési pontszámok bírónként | Helyezési pontszámok bírónként | Helyezési pontszámok bírónként | Helyezési pontszámok bírónként | Helyezési pontszámok bírónként | Helyezési pontszámok bírónként | Több. hely. száma | Több. hely. össz. | Hely. össz. | Pont       | Helyezés   |
| Versenyző          | Versenyszám  | Több. hely. száma | Hely.           | Több. hely. száma | Hely. | 1                              | 2                              | 3                              | 4                              | 5                              | 6                              | 7                              | 8                              | 9                              | Több. hely. száma | Több. hely. össz. | Hely. össz. | Pont       | Helyezés   |
| ------------------ | ------------ | ----------------- | --------------- | ----------------- | ----- | ------------------------------ | ------------------------------ | ------------------------------ | ------------------------------ | ------------------------------ | ------------------------------ | ------------------------------ | ------------------------------ | ------------------------------ | ----------------- | ----------------- | ----------- | ---------- | ---------- |
| Giordano Abbondati | Férfi egyéni | 6×12+             | 11.             | 5×15+             | 16.   | 22,0                           | 17,0                           | 15,0                           | 10,0                           | 10,0                           | 15,0                           | 15,0                           | 13,0                           | 14,0                           | 7×15+             | 92,0              | 131,0       | 1688,4     | 14.        |
| Sandra Brugnera    | Női egyéni   | 5×26+             | 27.             | 5×23+             | 23.   | 27,0                           | 25,0                           | 26,0                           | 17,0                           | 26,0                           | 24,0                           | 26,0                           | 24,0                           | 26,0                           | 8×26+             | 194,0             | 221,0       | 1612,5     | 26.        |

## Sífutás
Férfi
| Versenyző                                                         | Versenyszám     | Eredmény      | Helyezés      |
| ----------------------------------------------------------------- | --------------- | ------------- | ------------- |
| Marcello de Dorigo                                                | 15 km           | 55:26,1       | 27.           |
| Marcello de Dorigo                                                | 30 km           | 1:33:53,4     | 15.           |
| Giulio Deflorian                                                  | 15 km           | 53:31,7       | 18.           |
| Angelo Genuin                                                     | 50 km           | nem ért célba | nem ért célba |
| Franco Manfroi                                                    | 50 km           | 2:53:56,5     | 19.           |
| Eugenio Mayer                                                     | 50 km           | 2:53:21,3     | 18.           |
| Franco Nones                                                      | 15 km           | 52:18,0       | 10.           |
| Giuseppe Steiner                                                  | 15 km           | 52:28,0       | 12.           |
| Giuseppe Steiner                                                  | 30 km           | 1:33:59,8     | 16.           |
| Gianfranco Stella                                                 | 30 km           | 1:35:01,1     | 18.           |
| Livio Stuffer                                                     | 30 km           | 1:38:11,0     | 22.           |
| Livio Stuffer                                                     | 50 km           | 2:51:04,7     | 13.           |
| Giuseppe Steiner Marcello de Dorigo Giulio Deflorian Franco Nones | 4 × 10 km váltó | 2:21:16,8     | 5.            |

## Síugrás
| Versenyző      | Versenyszám | 1. ugrás | 1. ugrás | 1. ugrás | 2. ugrás | 2. ugrás | 2. ugrás | 3. ugrás | 3. ugrás | 3. ugrás | Összesítés | Összesítés |
| Versenyző      | Versenyszám | Távolság | Pont     | Hely.    | Távolság | Pont     | Hely.    | Távolság | Pont     | Hely.    | Pont       | Helyezés   |
| -------------- | ----------- | -------- | -------- | -------- | -------- | -------- | -------- | -------- | -------- | -------- | ---------- | ---------- |
| Giacomo Aimoni | Normálsánc  | 72,5     | (96,1)   | 28.      | 72,0     | 96,9     | 34.      | 74,0     | 100,4    | 17.*     | 197,3      | 28.*       |
| Giacomo Aimoni | Nagysánc    | 88,0     | 102,3    | 12.*     | 86,0     | 103,6    | 13.      | 79,0     | (97,4)   | 14.*     | 205,9      | 13.        |
| Bruno de Zordo | Normálsánc  | 68,5     | 88,5     | 48.      | 71,0     | (87,5)   | 47.      | 72,0     | 96,6     | 31.      | 185,1      | 46.        |
| Nilo Zandanel  | Normálsánc  | 72,0     | (93,9)   | 35.*     | 72,0     | 95,9     | 37.      | 72,0     | 95,6     | 34.*     | 191,5      | 37.*       |
| Nilo Zandanel  | Nagysánc    | 87,5     | 100,7    | 17.      | 81,5     | 96,7     | 26.      | 70,0     | (83,9)   | 42.      | 197,4      | 25.        |

* - egy másik versenyzővel azonos eredményt ért el

## Szánkó
| Versenyző                          | Versenyszám | 1. futam | 1. futam | 2. futam      | 2. futam      | 3. futam | 3. futam | 4. futam | 4. futam | Összesítés | Összesítés |
| Versenyző                          | Versenyszám | Idő      | Hely.    | Idő           | Hely.         | Idő      | Hely.    | Idő      | Hely.    | Idő        | Helyezés   |
| ---------------------------------- | ----------- | -------- | -------- | ------------- | ------------- | -------- | -------- | -------- | -------- | ---------- | ---------- |
| Giampaolo Ambrosi                  | Férfi egyes | 54,31    | 15.      | 54,50         | 14.           | 54,96    | 19.      | 55,29    | 18.      | 3:39,06    | 15.        |
| Walter Außendorfer                 | Férfi egyes | 55,47    | 21.      | 55,02         | 16.           | 54,85    | 18.      | 54,83    | 16.      | 3:40,17    | 16.        |
| Giovanni Graber                    | Férfi egyes | 56,44    | 24.      | 1:01,66       | 26.           | 54,80    | 16.*     | 55,50    | 19.      | 3:48,40    | 23.        |
| Carlo Prinoth                      | Férfi egyes | 53,01    | 8.       | 53,36         | 12.           | 53,70    | 10.      | 53,42    | 6.       | 3:33,49    | 7.         |
| Erika Außendorfer-Lechner          | Női egyes   | 56,03    | 15.      | nem ért célba | nem ért célba | kiesett  | kiesett  | kiesett  | kiesett  | kiesett    | kiesett    |
| Erica Prugger                      | Női egyes   | 55,24    | 12.      | 1:27,28       | 13.           | 54,98    | 11.      | 55,69    | 12.      | 4:13,19    | 13.        |
| Walter Außendorfer Sigisfredo Mair | Kettes      | 51,40    | 4.       | 51,47         | 3.            |          |          |          |          | 1:42,87    |            |
| Giampaolo Ambrosi Giovanni Graber  | Kettes      | 51,54    | 5.       | 52,23         | 6.            |          |          |          |          | 1:43,77    | 5.*        |

* - egy másik versenyzővel azonos eredményt ért el